# لاس کورلاس
لاس کورلاس (به اسپانیایی: Las Cuerlas) یک دهستان در اسپانیا است که در استان ساراگوسا واقع شده‌است. لاس کورلاس ۳۲ کیلومتر مربع مساحت و ۹۵ نفر جمعیت دارد.